# Niemieckie Towarzystwo Mozartowskie
Niemieckie Towarzystwo Mozartowskie (niem. Deutsche Mozart-Gesellschaft, akronim: DMG) – instytucja kultury, mieszcząca się przy Frauentorstrasse 30 w Augsburgu w Niemczech, której celem statutowym jest naukowa i praktyczna opieka nad spuścizną kompozytora Wolfganga A. Mozarta.
Towarzystwo powstało w roku 1951 w mieście, w którym zamieszkiwała rodzina ojca Wolfganga – Johanna Georga Leopolda Mozarta i z którego sam Leopold Mozart się wywodził, a Wolfgang A. Mozart odwiedził je pięciokrotnie mieszkając w hotelu Białe Jagnię. Tutaj też obdarzył młodzieńczym uczuciem swoją kuzynkę Annę Marię Teklę (Bäsle) i spotkał się z producentem organów i fortepianów Johannem Andreasem Steinem. Działalność instytucji obejmuje zarówno organizację koncertów, wystaw i festiwali poświęconych głównie Wolfgangowi A. Mozartowi, jak też wsparcie muzyków amatorów i dzieci. DMG brało czynnie udział w poszczególnych latach w obchodach jubileuszowych związanych z kompozytorem. W roku 2006, obchodów 250. rocznicy urodzin Wolfganga A. Mozarta, liczyło ono 17 oddziałów i zrzeszało także licznych miłośników spoza tych oddziałów, zarówno indywidualnych, jak i instytucjonalnych.
Niemieckie Towarzystwo Mozartowskie prowadząc działalność naukową także zbiera i przechowuje publikacje dotyczące kompozytora oraz samo wydaje materiały poświęcone jego życiu i twórczości, takie jak chociażby Acta Mozartiana.